# Tamás Kádár
Tamás Kádár, född 14 mars 1990 i Veszprém, är en ungersk fotbollsspelare som spelar för Shandong Luneng Taishan sedan februari 2020. Kádár är mittback alternativt vänsterback.
Kádár blev uttagen till Ungerns landslag 12 maj 2008, men satt på bänken hela matchen. Debuten skedde istället 17 november 2011 mot Litauen.